# زمین‌لرزه ۱۹۲۷ ژاپن
زمین‌لرزه ژاپن  در تاریخ ۷ مارس ۱۹۲۷ میلادی، برابر با ‎۱۵ اسفند ۱۳۰۵، ساعت ۹:۲۷:۴۲ به زمان یوتی‌سی در ژاپن رخ داد. ژرفای این زلزله ۹٫۶ کیلومتر بود. بزرگی آن ۷٫۱ در مقیاس Mw اعلام شده‌است. زمین‌لرزه به وقت محلی در روز دوشنبه، ساعت ۱۸ روی داده و منطقه زمانی آن یوتی‌سی +۹ بوده‌است .
سازمان زمین‌شناسی آمریکا نیز جای این زمین‌لرزه را در مختصات ۳۵°۳۶′شمالی ۱۳۵°۰۶′شرقی / ۳۵٫۶°شمالی ۱۳۵٫۱°شرقی و بزرگی آنرا برابر با ۷٫۳ در مقیاس ریشتر اعلام کرده‌است. ژرفای گزارش شده از سوی این سازمان ۱۰ کیلومتر می‌باشد.
تعداد زخمیان ۷۸۰۶ نفر برآورده شده‌است. آتش در این زمین‌لرزه درگرفته‌است. سونامی نیز در این زلزله گزارش شده‌است.